# Vilémov (kraj ołomuniecki)
Vilémov – miejscowość i gmina (obec) w Czechach, w kraju ołomunieckim, w powiecie Ołomuniec. W 2022 roku liczyła 433 mieszkańców.